# Hernani
För andra betydelser, se Hernani (olika betydelser).
Hernani är en dramatisk och romantisk pjäs skriven av Victor Hugo. Hernani är också dramats huvudperson. Verkets hela titel på originalspråket, franska, är Hernani, ou l'Honneur Castillan) på svenska ungefär "Hernani, eller en kastiljanares heder". 
Pjäsen uruppfördes i Paris den 25 februari 1830. Idag är den mest känd för demonstrationerna som genomfördes i samband med premiären och för att ha inspirerat Giuseppe Verdi till operan Ernani. 